# Albert E. Austin
Albert Elmer Austin (* 15. November 1877 in Medway, Norfolk County, Massachusetts; † 26. Januar 1942 in Greenwich, Connecticut) war ein US-amerikanischer Politiker. Zwischen 1939 und 1941 vertrat er den Bundesstaat Connecticut im US-Repräsentantenhaus.

## Werdegang
Albert Austin besuchte die öffentlichen Schulen seiner Heimat und danach bis 1899 das Amherst College. Anschließend studierte er bis 1905 am Jefferson Medical College in Philadelphia Medizin. Zwischenzeitlich war er in den Jahren 1899 und 1900 als Lehrer an der Attleboro High School in Massachusetts tätig. Nach seiner Zulassung als Arzt übte Austin diesen Beruf zwischen 1907 und 1939 in Old Greenwich aus. Zwischen 1917 und 1937 war er außerdem Gesundheitsbeauftragter der Stadt Greenwich. Von 1926 bis zu seinem Tod war er auch am Bankengeschäft in dieser Stadt beteiligt. Während des Ersten Weltkrieges war Austin als Regimentsarzt eingesetzt.
Politisch war Austin Mitglied der Republikanischen Partei. Zwischen 1917 und 1919 sowie nochmals von 1921 bis 1923 saß er als Abgeordneter im Repräsentantenhaus von Connecticut. Bei den Kongresswahlen des Jahres 1938 wurde er im vierten Wahlbezirk von Connecticut in das US-Repräsentantenhaus in Washington, D.C. gewählt. Dort trat er am 3. Januar 1939 die Nachfolge des Demokraten Alfred N. Phillips an, den er bei der Wahl geschlagen hatte. Da er selbst bei den folgenden Wahlen im Jahr 1940 gegen Le Roy D. Downs verlor, konnte Austin bis zum 3. Januar 1941 nur eine Legislaturperiode im Kongress verbringen. Diese war von außenpolitischen Ereignissen wie dem Ausbruch des Zweiten Weltkrieges in Europa und den wachsenden Spannungen mit Japan überschattet.
Nach dem Ende seiner Zeit im US-Repräsentantenhaus nahm Austin seine früheren Tätigkeiten wieder auf. Er starb am 26. Januar 1942 in Greenwich und wurde in Hartsdale (New York) beigesetzt. Albert Austin war der Stiefvater von Clare Boothe Luce, die zwischen 1943 und 1947 ebenfalls den Staat Connecticut im Kongress vertrat.